# Condado de Caribou
El condado de Caribou (en inglés: Caribou County), fundado en 1919, es uno de los 44 condados del estado estadounidense de Idaho. En censo del año 2010 tenía una población de 6963 habitantes. Su población estimada en 2019 es de 7155 habitantes.
La capital del condado es Soda Springs.

## Geografía
Según la Oficina del Censo, el condado tiene un área total de 4660 km², de la cual 4570 km² es tierra y 90 km² es agua.

### Condados adyacentes
- Condado de Bonneville - norte
- Condado de Lincoln - este
- Condado de Bear Lake - sur
- Condado de Franklin - sur
- Condado de Bannock - oeste
- Condado de Bingham - noroeste

### Carreteras
- - US 30
- - SH-34

## Demografía
En el 2000 la renta per cápita promedia del condado era de $$37 609, y el ingreso promedio para una familia era de $42 630. En 2000 los hombres tenían un ingreso per cápita de $38 575 versus $20 085 para las mujeres. El ingreso per cápita para el condado era de $15 179. Alrededor del 9.60% de la población estaba bajo el umbral de pobreza nacional.

## Comunidades

### Ciudades
- Bancroft
- Grace
- Soda Springs

### Comunidades no incorporadas
- Conda
- Freedom
- Henry
- Wayan